# هنري فرانس
هنري فرانس (بالإنجليزية: Henry France)‏ هو لاعب كرة قدم غاني، ولد في 1948، وتوفي في 10 مايو 2005. شارك مع منتخب غانا لكرة القدم.

## وصلات خارجية
- هنري فرانس على موقع الاتحاد الدولي (مؤرشف)  (الإنجليزية)
- هنري فرانس على موقع عالم كرة القدم.نت (الإنجليزية)
- هنري فرانس على موقع أوليمبيديا (الإنجليزية)